# Mostní opěra

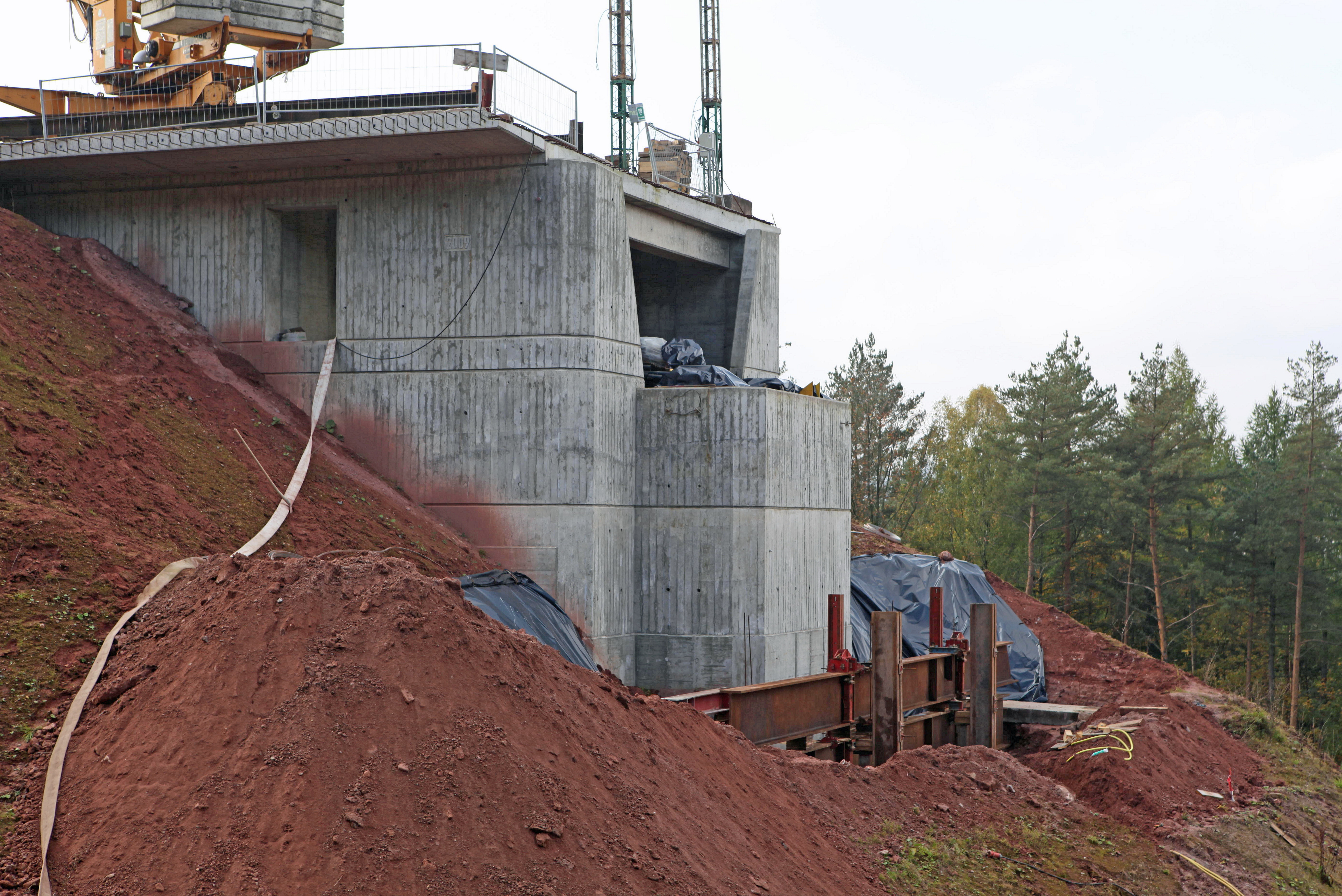
Betonová opěra mostu během výstavby

Opěra je část spodní stavby mostů a lávek. Běžně se jedná o betonovou či kamennou konstrukci, jejímž úkolem je přenášet svislé i vodorovné zatížení z nosné konstrukce mostu do základů a do podloží. Mezi další statické funkce opěr patří odolávání zemnímu tlaku. Z provozního hlediska je důležitá jako místo, na kterém se stýká komunikace (vedená obvykle na náspu) a mostní konstrukce. Na opěrách bývají umístěna mostní ložiska a navázání na související komunikaci je provedeno pomocí přechodové desky. Umožňují podélnou dilataci nosné konstrukce a uzavírají společně s křídly část mostního otvoru.